# 维内特 (奥布省)
维内特（法語：Vinets）是法国奥布省的一个市镇，属于特鲁瓦区（Troyes）拉默吕普县（Ramerupt）。该市镇2009年时的人口为170人。

## 人口
维内特人口变化图示
| 数据来源：INSEE |